# Herpestes fuscus
La mangusta bruna indiana (Herpestes fuscus Waterhouse, 1838) è un carnivoro della famiglia degli Erpestidi. Il suo areale è limitato ad una piccola area del sud dell'India e dello Sri Lanka.

## Descrizione
Quella bruna indiana è una mangusta relativamente grande e pesante. Ha una lunghezza testa-corpo di circa 33–48 cm. La coda misura circa 19–33 cm, vale a dire una lunghezza pari al 69-70% di quella testa-corpo. Il peso varia tra i 2 e i 7 kg. La pelliccia varia nella colorazione dal marrone scuro al bruno-nerastro, leggermente screziati di giallastro o color sabbia, e i piedi sono neri. La coda è folta.
In ogni semiarcata, sia nella mascella superiore che in quella inferiore, questa specie possiede tre incisivi, un canino, quattro premolari e due molari. Nel complesso, possiede in tutto 40 denti. Rispetto alla mangusta di Giava (Herpestes javanicus), in questa specie la porzione anteriore della bolla timpanica è appiattita e si estende sotto la protuberanza occipitale.

## Distribuzione e habitat
L'areale della mangusta bruna indiana è limitato ad alcune parti dell'India meridionale e dello Sri Lanka. Nell'India meridionale è presente, tra 700 e 1300 m di quota, da Virajpet nella parte meridionale del distretto di Kodagu a Udhagamandalam sui monti Nilgiri, a Tiger Shola sui monti Palni, nel Madurai, a Kalakad-Mundanthura sui monti Meghamalai e sull'altopiano di Valparai sui monti Anamalai, oltre che a Peeramedu nel Kerala.
La mangusta bruna indiana abita nelle fitte foreste primarie e nelle aree circostanti. Nell'India meridionale si incontra anche nelle piantagioni di tè e caffè. In Sri Lanka questa specie vive nelle foreste di pianura, sulle montagne centrali e in zone aride.
Questa specie è stata inoltre introdotta sulle Figi, nell'isola Viti Levu durante gli anni 70. Qui vive in simpatria con la simile Herpestes auropunctatus e attualmente non si conoscono suoi impatti ecologici, anche se si sospetta che le prede native ne risentano, come succede spesso sulle isole invase da carnivori alloctoni.

## Biologia
La mangusta bruna indiana è una creatura prevalentemente crepuscolare e notturna. La sua dieta non è nota, ma probabilmente si nutre, come le altre specie del genere Herpestes, di piccoli vertebrati, invertebrati, uova, frutta e radici. Sconosciute sono anche le sue abitudini riproduttive. In una tana costruita sotto le rocce, la femmina partorisce probabilmente tre o quattro piccoli.

## Tassonomia
La mangusta bruna indiana è attualmente considerata come una specie distinta, ma alcuni autori continuano a considerarla come una sottospecie della mangusta dalla coda corta (Herpestes brachyurus).
All'interno della specie vengono riconosciute quattro sottospecie:
- H. f. fuscus Waterhouse, 1838, la sottospecie nominale, diffusa nell'India meridionale, soprattutto in regioni collinari, ad altitudini comprese tra i 900 fin quasi ai 1800 m.
- H. f. phillipsi Thomas, 1924, diffusa nella Provincia Centrale dello Sri Lanka.
- H. f. rubidior Pocock, 1937, propria delle regioni occidentali e nord-occidentali dello Sri Lanka.
- H. f. siccatus Thomas, 1924, diffusa sempre nello Sri Lanka.

## Conservazione
Fino a non molto tempo fa, data la sua area di distribuzione particolarmente limitata, si riteneva che questa specie fosse piuttosto rara, e l'Unione Internazionale per la Conservazione della Natura (IUCN) la classificava come specie «vulnerabile» (Vulnerable). Tuttavia, indagini successive hanno dimostrato che essa non è poi così rara come si credeva, ed inoltre è risultata essere anche una specie adattabile alle modificazioni subite dall'habitat nel quale essa vive. Pertanto, a partire dal 2015, è stata riclassificata come specie «a rischio minimo» (Least Concern). Tuttavia, non abbiamo ancora a disposizione informazioni esatte sull'entità delle popolazioni o sul loro trend demografico.